# ハスノハギリ科
ハスノハギリ科（ハスノハギリか、学名: Hernandiaceae）は、クスノキ目に属する植物の科の1つである。常緑性または落葉性の高木から低木またはつる性木本であり、精油を含む。葉は互生し、単葉または掌状複葉（図1）。花は両性または単性、放射相称、花被片は1輪または2輪、雄しべは1輪、葯は2室で弁開し、雌しべは1個、単心皮性、子房下位。果実は閉果であり、翼をもつものや多肉化した苞で包まれるものがある（図1）。4–5属70種ほどが知られ、世界中の熱帯から亜熱帯域に分布する。日本では、小笠原諸島と南西諸島にハスノハギリが、石垣島にテングノハナが分布している。

## 特徴
常緑性または落葉性の高木から低木、ときにつる性（藤本）（図2a）。精油を含み、またアルカロイド、フラボノールをもつ。ときに鍾乳体をもつ。一次維管束は管状。道管の穿孔はふつう単穿孔ときに階段穿孔、師管の色素体はP-type。二次成長を行い、材は散孔材。真正木繊維をもつ。節は単葉隙、2–3葉跡性。葉は互生し、単葉または掌状複葉、托葉を欠き、葉柄はときに葉身の裏面につき盾状（ハスノハギリ属）、ときに腺点をもち、葉縁は全縁または掌状に切れ込み、葉脈は羽状から掌状（図1, 2b）。気孔は不規則型または平行型、毛状突起はふつう単細胞性。ときに向軸側に下皮（表皮下の厚壁細胞層）がある。。
花は両性または単性で雌雄同株まれに雌雄異株。散房花序または集散花序を形成し、頂生または腋生する（図1, 3a, b）。ふつう放射相称、ときに苞をもち、花器官は輪生する（図3a, b）。花被片は萼片と花弁にあまり分化しておらず、離生または基部で合生、瓦重ね状または敷石状、ふつう3–5枚ずつ2輪または4–8枚が1輪につく。雄蕊（雄しべ）は離生または部分的に合生、花被片が2輪の場合には内花被片と互生して3–5個が1輪、花被片が1輪の場合には(2–)4(–7)個が1輪に輪生する。しばしば花糸の基部両側に2個または外側に1個の付属体（蜜腺）がある。葯は内向または側向、2室、長軸に沿った弁で弁開する。タペート組織はアメーバ型
花粉は無口粒、2細胞性。ときに雄しべの外側に1–2輪の仮雄しべがあり、付属体が発達している。雌蕊（雌しべ）は1個、単心皮性、花柱をもち、柱頭は乾性、子房は1室で子房下位。胚珠は1個、頂生胎座、倒生胚珠、2珠皮性、厚層珠心。内胚乳形成は造壁型。果実は閉果、1種子を含み、果皮に由来する2–4枚の翼または花被片が発達した2枚の翼をもつものや（図3c）、発達した肉質の苞に包まれるもの（図1下）がある。無胚乳種子、子葉は2枚、地上子葉性または地下子葉性、胚は直線状。基本染色体数は x = 7, (6, 12)。

## 分布・生態

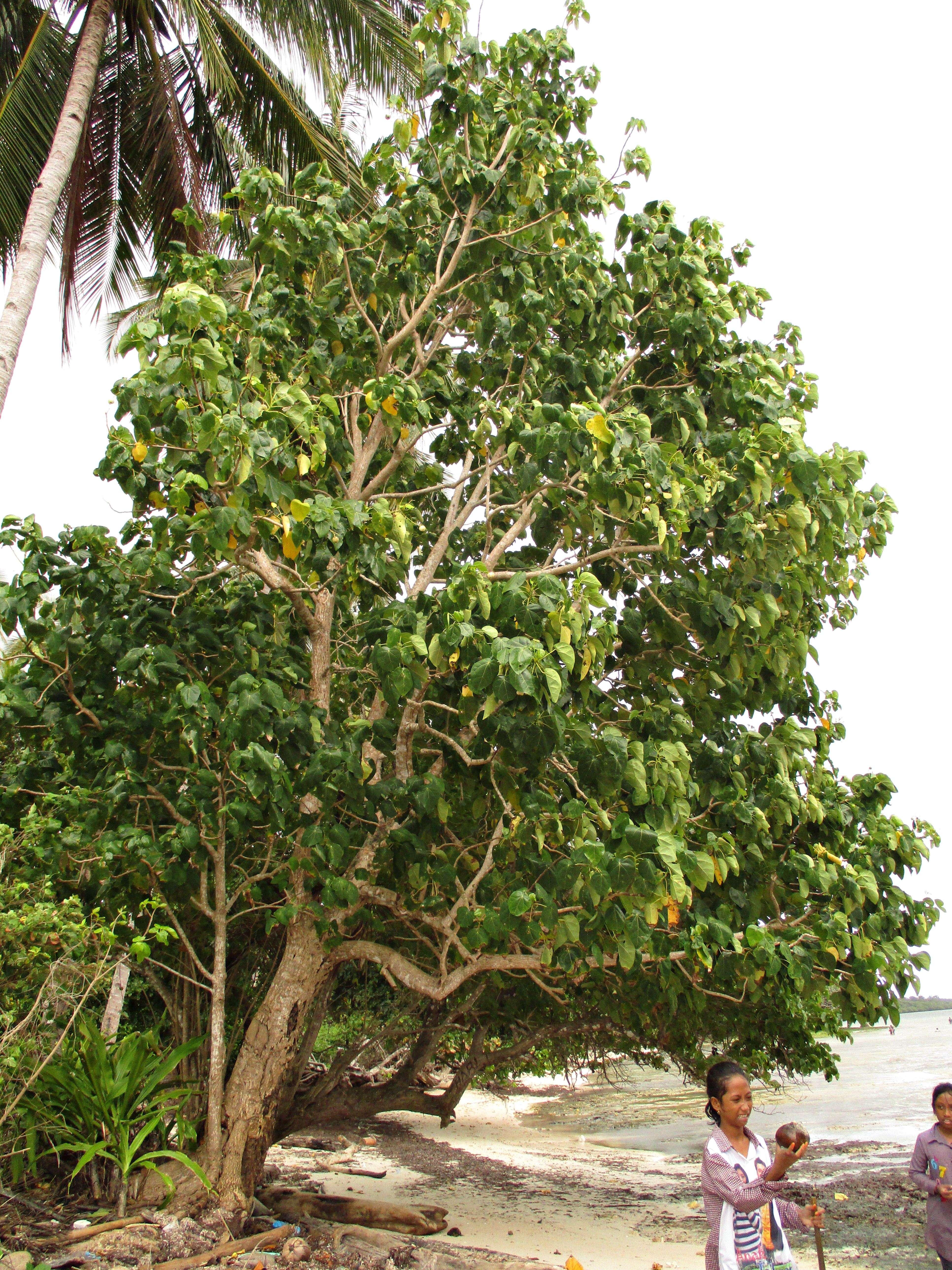
4. 海岸のハスノハギリ（インドネシア、スラウェシ島）

アフリカ、マダガスカル島、南アジアから東南アジア、オーストラリア北東部、太平洋諸島、中南米の熱帯域から亜熱帯域に分布し、汎熱帯性。海岸林、多雨林、雨緑林などさまざまな環境に生育する（図4）。
多くの種は双翅類やハチ類によって花粉媒介されるが、一部では風媒が想定されている。テングノハナ属や Gyrocarpus の果実は翼をもち、風散布されると考えられている。またハスノハギリ属や Gyrocarpus の果実は海に浮かんで潮流散布されることが示されている。

## 人間との関わり
ハスノハギリ属や Gyrocarpus のいくつかの種は木材として利用されることがあるが、材は柔らかくあまり有用ではない。また、ハスノハギリ属の種子から得られた油が、ランプ油に利用されることがある。

## 系統と分類
ハスノハギリ科は古くから認識されていた分類群であり、当初からクスノキ科に近縁なものとして考えられていた（新エングラー体系、クロンキスト体系など）。20世紀末以降の分子系統学的研究からもこのことは支持されており、ハスノハギリ科はクスノキ目に分類されている。クスノキ目の中では、ハスノハギリ科はクスノキ科およびモニミア科に近縁であることが示されているが、この3科の関係は明らかではない。
ハスノハギリ科には、4–5属70種ほどが知られている（表1）。科内は、Gyrocarpus と Sparattanthelium からなる系統群と、それ以外からなる系統群で構成されていると考えられていたが、このことは分子系統学的研究からも支持されている（図5）。この2群は別科（Gyrocarpaceae と狭義の Hernandiaceae）として扱われていたこともあるが、2024年現在ではふつう別亜科（ギロカルプス亜科、ハスノハギリ亜科）として扱われている。2亜科の分岐は約1億1000万年前と推定されている。ハスノハギリ科植物の凡熱帯性の広い分布は、大陸移動によって説明されることが多い。分子系統学的研究からは、この仮説を部分的に支持するものの、長距離分散による影響が大きいことが示唆されている。
表1. ハスノハギリ科の分類体系の一例
- ハスノハギリ科 Hernandiaceae Blume (1826) nom. cons.[1]
シノニム: Gyrocarpaceae Dumort. (1829)[15]; Illigeraceae Blume (1835)[16]
  - ギロカルプス亜科[17] Gyrocarpoideae J. Williams (1855)[18]
シノニム: Sparattanthelioideae Thorne & Reveal (2007)[19]
    - Gyrocarpus Jacq. (1763)[20]（図6a）
落葉性の高木（まれに低木）。葉は単葉。花序は腋生または頂生、花は非常に小さく密集し、苞を欠く。花は両性または単性。花被片は4–8枚（うち2枚が大きい）が輪生、雄しべは(2–)4(–7)個、葯は上向する弁で側方で弁開、仮雄しべをもつ。果実頂端には花被片に由来する2枚の翼がある。約5種が知られ、アフリカ、マダガスカル、南アジアから東南アジア、オーストラリア北部、中南米に分布する。[20]
    - Sparattanthelium Mart. (1841)[21]（図6b）
常緑の小高木から低木または藤本。葉は単葉。花序は腋生または頂生、ふつう苞を欠く。花は両性または単性。花被片は4–8枚が輪生、雄しべは4-5(-7)個、葯は上向する弁で弁開、仮雄しべを欠く。果実は核果。約11種が知られ、中南米に分布する。[21]

  - ハスノハギリ亜科[17] Hernandioideae Endl. ex Miq. (1858)[22]
    - Hazomalania Capuron (1966)[注 1][23]
1種のみが知られ、マダガスカルに分布する。
    - ハスノハギリ属 Hernandia Plum. ex L. (1753)[24]（図6c）
シノニム: Valvanthera C.T.White (1936); Biasolettia J.Presl (1835); Hernandezia Hoffmanns. (1824); Hernandiopsis Meisn. (1864); Hertelia Neck. (1790) opus utique oppr.
常緑高木から低木。葉は単葉、ときに盾状。花序はふつう頂生。苞をもつ。花は両性または単性、雄花は3–5(–6)数性、雌花は4–6数性、花被片は2輪、果実は多肉化した苞で包まれる。ハスノハギリなど25種ほどが知られ、マダガスカル、セイロン島、東南アジア、オーストラリア北東部、太平洋諸島、中南米に分布する。[24]
    - テングノハナ属 Illigera Blume (1827)[25]（図6d）
シノニム: Gronovia Blanco (1837); Henschelia C.Presl (1835); Corysadenia Griff. (1846); Coryzadenia Griff. (1854);
ふつう常緑の藤本。葉はふつう3出まれに5出掌状複葉。花序は腋生または頂生、花は両性。花被片は5枚ずつ2輪、雄しべは5個。果実は2–4枚の翼をもつ翼果。テングノハナなど28種ほどが知られ、アフリカ、マダガスカル、中国南部、東南アジアに分布する。[25]